# Slídil (film, 2014)
Slídil (v anglickém originále Nightcrawler) je temné americké filmové drama z roku 2014. Jde o režijní prvotinu scenáristy Dana Gilroye podle vlastního scénáře, jemuž předcházela spolupráce s bratrem Tonym na scénáři k filmu Bourneův odkaz. Tony se ostatně podílel i na Slídilovi, a to produkčně. Role režisérky nočních zpráv se ujala autorova choť Rene Russo.
Jake Gyllenhaal zde hraje ústřední postavu sociopatického „slídila“ – reportéra na vlastní noze Louise Blooma, který s kamerou loví noční tragické události a záběry prodává do televizního zpravodajství. Snímek od 17. října 2014 uvedla do amerických kin společnost Open Road Films, do českých pak od 29. ledna následujícího roku Hollywood Classic Entertainment.

## Postavy a obsazení
| Jake Gyllenhaal | Louis „Lou“ Bloom, reportér na volné noze |
| Rene Russo      | Nina Romina, režisérka nočních zpráv      |
| Riz Ahmed       | Rick, Louisův asistent                    |
| Bill Paxton     | Joe Loder, konkurenční reportér           |

## Přijetí
V průběhu prvního víkendu vydělal film v USA 10,9 milionů dolarů, což mu těsně vyneslo první příčku – i přesto, že byl označen jako mládeži nepřístupný (R), což omezovalo jeho potenciální publikum. Následující víkend už se však propadl na 6. místo, když ho vytlačily mimo jiné dvě silné premiéry: animák Velká šestka a sci-fi Interstellar.

### České recenze
Stanislav Dvořák 23. ledna 2015 na serveru Novinky.cz hodnotil snímek celkově na 80 %: „Hlavní postava slídila v mrazivě autentickém podání Jakea Gyllenhaala je odporná i zajímavá zároveň. […] Scénář Dana Gilroye pomalu a věrohodně vykresluje portrét nebezpečného úchyla, ze kterého se vám může dělat poněkud zle, ale nemůžete se od příběhu odtrhnout. […] Velmi chytře udělaný a znepokojující film.“
František Fuka na svém webu FFFilm.name 24. ledna 2015 zhodnotil film 60 procenty: „ Jde o režijní debut Dana Gilroye, zkušeného scenáristy. Tudíž mě poněkud překvapilo, že jeho režie je atmosférická a není jí skoro co vytknout, zatímco scénář by si zasloužil ještě řádně dopilovat! […] Gyllenhaal film koprodukoval, takže si dává na svém hereckém výkonu záležet a velmi se snaží. Ale jeho postava není dostatečně dobře napsaná na to, abychom si k ní našli nějaký hlubší vztah (jakýkoliv).“
Filmová kritička Mirka Spáčilová 30. ledna 2015 na iDnes.cz udělila filmu 70% hodnocení: „Do značné míry fascinující, i když místy až příliš důkladně popisný. Vedle příběhu strhává ústřední postava, Talentovaný pan Ripley moderní doby, zákeřný zoufalec s nezměrnou ctižádostí, zlodějíček papouškující moudrosti z internetových rychlokurzů. […] Slídil je film neradostný, spíš morbidní, ale originální; nekáže ani nezměkčuje morálním vítězstvím.“
Redakce časopisu Cinepur přisoudila snímku 2,3 hvězdičky, jeho čtenáři jej hodnotili lepšími 2,8 body. Antonín Tesař v dubnovém čísle vyzdvihl formální prvky (natáčení v předměstských oblastech Los Angeles, střídání kinofilmových a digitálních kamer či použití objektivů prohlubujících prostor), ale kritizoval nedostatečně propracovanou psychologii postav, které jako by neměly soukromý život. „Slídil se tak stává svůdným, ale zároveň odcizujícím zážitkem, jako kdyby nám na působivé projížďce nočním městem dělal společnost protivně vlezlý, ale při tom dokonale anonymní průvodce.“

## Ocenění a nominace
Slídil byl nominován na Oscara za nejlepší původní scénář. A Jake Gyllenhaal získal nominaci na Zlatý glóbus za nejlepší mužský herecký výkon v dramatu, stejně jako na cenu Screen Actors Guild Award pro nejlepšího herce. Oba, tedy jak Dan Gilroy za původní scénář, tak i Jake Gyllenhaal za mužskou hlavní roli, byli nominováni na ceny BAFTA; přibyla k nim ještě Rene Russo za ženskou vedlejší roli a třetí z filmařských bratrů John Gilroy za střih.